# 1977-es Formula–1 brit nagydíj
A brit nagydíj volt az 1977-es Formula–1 világbajnokság tizedik futama.

## Futam
| Helyezés | #  | Versenyző             | Csapat/Motor       | Körök | Idő/Kiesés oka     | Rajthely | Pontszám |
| -------- | -- | --------------------- | ------------------ | ----- | ------------------ | -------- | -------- |
| 1        | 1  | James Hunt            | McLaren-Ford       | 68    | 1:31:46,06         | 1        | 9        |
| 2        | 11 | Niki Lauda            | Ferrari            | 68    | +18,31             | 3        | 6        |
| 3        | 6  | Gunnar Nilsson        | Lotus-Ford         | 68    | +19,57             | 5        | 4        |
| 4        | 2  | Jochen Mass           | McLaren-Ford       | 68    | +47,76             | 11       | 3        |
| 5        | 8  | Hans-Joachim Stuck    | Brabham-Alfa Romeo | 68    | + 1:11,73          | 7        | 2        |
| 6        | 26 | Jacques Laffite       | Ligier-Matra       | 67    | + 1 kör            | 15       | 1        |
| 7        | 17 | Alan Jones            | Shadow-Ford        | 67    | + 1 kör            | 12       |          |
| 8        | 19 | Vittorio Brambilla    | Surtees-Ford       | 67    | + 1 kör            | 8        |          |
| 9        | 34 | Jean-Pierre Jarier    | Team Penske-Ford   | 67    | + 1 kör            | 20       |          |
| 10       | 27 | Patrick Nève          | March-Ford         | 66    | + 2 kör            | 26       |          |
| 11       | 40 | Gilles Villeneuve     | McLaren-Ford       | 66    | + 2 kör            | 9        |          |
| 12       | 18 | Vern Schuppan         | Surtees-Ford       | 66    | + 2 kör            | 23       |          |
| 13       | 30 | Brett Lunger          | McLaren-Ford       | 64    | + 4 kör            | 19       |          |
| 14       | 5  | Mario Andretti        | Lotus-Ford         | 62    | Motorhiba          | 6        |          |
| 15       | 12 | Carlos Reutemann      | Ferrari            | 62    | + 6 kör            | 14       |          |
| Kiesett  | 7  | John Watson           | Brabham-Alfa Romeo | 60    | Üzemanyag rendszer | 2        |          |
| Kiesett  | 20 | Jody Scheckter        | Wolf-Ford          | 59    | Motorhiba          | 4        |          |
| Kiesett  | 28 | Emerson Fittipaldi    | Fittipaldi-Ford    | 42    | Karburátor         | 22       |          |
| Kiesett  | 37 | Arturo Merzario       | March-Ford         | 28    | Erőátvitel         | 17       |          |
| Kiesett  | 16 | Riccardo Patrese      | Shadow-Ford        | 20    | Üzemanyag nyomás   | 25       |          |
| Kiesett  | 4  | Patrick Depailler     | Tyrrell-Ford       | 16    | Fék                | 18       |          |
| Kiesett  | 15 | Jean-Pierre Jabouille | Renault            | 16    | Turbó              | 21       |          |
| Kiesett  | 10 | Ian Scheckter         | March-Ford         | 6     | Baleset            | 24       |          |
| Kiesett  | 3  | Ronnie Peterson       | Tyrrell-Ford       | 3     | Motorhiba          | 16       |          |
| Kiesett  | 23 | Patrick Tambay        | Ensign-Ford        | 3     | Elektronika        | 10       |          |
| Kiesett  | 24 | Rupert Keegan         | Hesketh-Ford       | 0     | Baleset            | 13       |          |
| NK       | 9  | Alex Ribeiro          | March-Ford         |       |                    |          |          |
| NK       | 22 | Clay Regazzoni        | Ensign-Ford        |       |                    |          |          |
| NK       | 38 | Brian Henton          | March-Ford         |       |                    |          |          |
| NK       | 36 | Emilio de Villota     | McLaren-Ford       |       |                    |          |          |
| NeK      | 31 | David Purley          | LEC-Ford           |       |                    |          |          |
| NeK      | 33 | Andy Sutcliffe        | March-Ford         |       |                    |          |          |
| NeK      | 35 | Guy Edwards           | BRM                |       |                    |          |          |
| NeK      | 44 | Tony Trimmer          | Surtees-Ford       |       |                    |          |          |
| NeK      | 45 | Brian McGuire         | McGuire-Ford       |       |                    |          |          |
| NeK      | 32 | Mikko Kozarowitzky    | March-Ford         |       |                    |          |          |

## Statisztikák
Vezető helyen:
- John Watson: 49 (1-49)
- James Hunt: 19 (50-68)

James Hunt 8. győzelme, 12. pole-pozíciója, 8. leggyorsabb köre, 2. mesterhármasa (gy, pp, lk)
- McLaren 22. győzelme.

Gilles Villeneuve első versenye.